# George Kerr (Leichtathlet)
George Ezekiel Kerr (* 16. Oktober 1937 in Hanover Parish; † 15. Juni 2012 in Kingston) war ein jamaikanischer Sprinter und Mittelstreckenläufer. Bei den Panamerikanischen Spielen 1959 und bei den Olympischen Spielen 1960 in Rom trat er für die Westindische Föderation an, der Jamaika seinerzeit angehörte.

## Karriere
Mit 19 Jahren startete Kerr als jüngstes Mitglied der sechsköpfigen jamaikanischen Mannschaft bei den Olympischen Spielen 1956 in Melbourne im 400-Meter-Lauf und in der 4-mal-400-Meter-Staffel. Über 400 Meter schied er in der Viertelfinalrunde als Vierter seines Lauf aus. Mit der Staffel erreichte er dagegen das Finale. Die jamaikanische Mannschaft kam dort in 3:11,3 min auf den sechsten und letzten Platz, wurde jedoch nachträglich disqualifiziert, weil Kerr auf der zweiten Runde den deutschen Läufer Walter Oberste regelwidrig behindert hatte. Bei den British Empire and Commonwealth Games 1958 in Cardiff startete er im 440-Yards-Lauf und erreichte die Halbfinalrunde.
Kerr besuchte von 1958 bis 1960 die University of Illinois at Urbana-Champaign, wo er für die Mannschaft der Fighting Illini 1959 NCAA-Meister im 880-Yards-Lauf und 1960 im 800-Meter-Lauf wurde. Seine ersten internationalen Medaillen errang er bei den Panamerikanischen Spielen 1959 in Chicago für die ein Jahr zuvor geschaffene Westindische Föderation. Er siegte über 400 Meter in 46,1 s vor seinen Landsleuten Basil Ince und Malcolm Spence. Zusammen mit den beiden sowie Melville Spence sicherte sich er auch die Goldmedaille in der 4-mal-400-Meter-Staffel.
Bei den Olympischen Spielen 1960 in Rom gewann Kerr zwei Bronzemedaillen. Im Halbfinale des 800-Meter-Laufs stellte er mit 1:47,1 min (laut elektronischer Zeitnahme 1:47,26 min) einen olympischen Rekord auf. Dieselbe Zeit erzielte er auch im Finale (elektronisch 1:47,25 min), musste sich jedoch dem damals noch relativ unbekannten Neuseeländer Peter Snell (1:46,3/1:46,48 min) und dem Weltrekordhalter Roger Moens aus Belgien (1:46,5/1:46,55 min) geschlagen geben. In der 4-mal-400-Meter-Staffel führte Kerr die Mannschaft der Westindischen Föderation um Malcolm Spence, James Wedderburn und Keith Gardner als Schlussläufer in 3:04,0/(3:04,13) min zu einer weiteren Bronzemedaille. Den Sieg sicherte sich die US-amerikanische Staffel in neuer Weltrekordzeit von 3:02,2/(3:02,37) min vor der gesamtdeutschen Mannschaft (3:02,7/3:02,84 min). Da die Westindische Föderation 1962 wieder aufgelöst wurde, blieben es die beiden einzigen olympischen Medaillen für den kurzlebigen Karibikstaat.
Kerr, nun wieder für Jamaika startend, gewann bei den Zentralamerika- und Karibikspielen 1962 in Kingston die Titel im 400- und im 800-Meter-Lauf sowie mit der 4-mal-400-Meter-Staffel. Ein solches Triple war zuvor nur seinem legendären Landsmann Arthur Wint bei den Spielen 1946 in Barranquilla gelungen. Kurz nach seinem Triumph heiratete Kerr seine College-Bekanntschaft Bernice Wright, bevor er im selben Jahr zu den British Empire and Commonwealth Games in Perth aufbrach. Dort gewann er die Goldmedaille über 440 Yards und belegte über 880 Yards den zweiten Rang hinter Peter Snell.
Bei den Olympischen Spielen 1964 in Tokio wurde Kerr über 800 Meter und in der 4-mal-400-Meter-Staffel jeweils Vierter. Gerade im 800-Meter-Lauf verpasste er eine Podestplatzierung denkbar knapp. Er wurde in 1:45,9 min zeitgleich mit dem drittplatzierten Wilson Kiprugut gemessen, der die erste olympische Medaille in der Geschichte für Kenia errang. Zuletzt belegte Kerr bei den British Empire and Commonwealth Games 1966 in Kingston auf der 880-Yards-Strecke den dritten Rang hinter dem Neuseeländer Noel Clough und Wilson Kiprugut sowie Platz vier mit der jamaikanischen 4-mal-440-Yards-Staffel.
Neben seinen internationalen Erfolgen sammelte Kerr bei den Meisterschaften der Westindischen Föderation insgesamt fünf Titel: drei im 800-Meter-Lauf (1957, 1959, 1960) sowie jeweils einen im 400-Meter-Lauf (1959) und im 1500-Meter-Lauf (1964). George Kerr war 1,80 m groß und hatte ein Wettkampfgewicht von 70 kg.